# Xã Erin, Quận Rice, Minnesota
Xã Erin (tiếng Anh: Erin Township) là một xã thuộc quận Rice, tiểu bang Minnesota, Hoa Kỳ. Năm 2010, dân số của xã này là 859 người.